# Terminal Tres Cruces

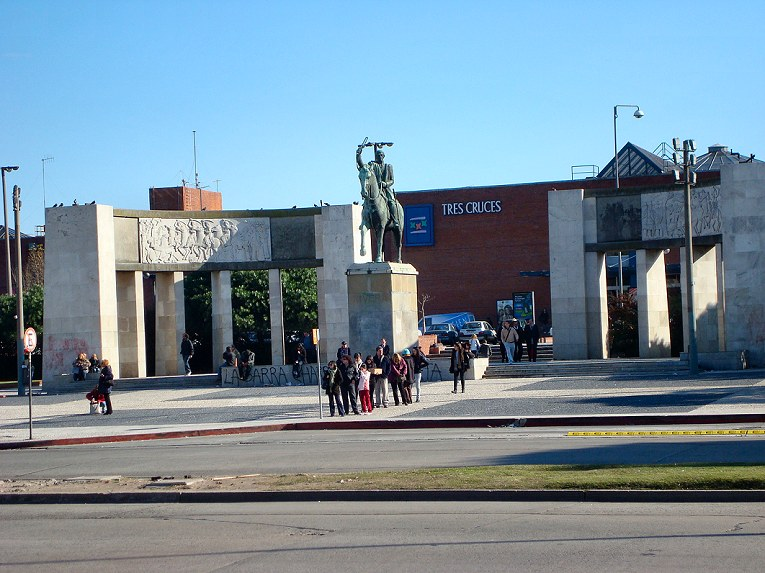
Platz vor dem im Hintergrund zu sehenden Gebäude des Terminal Tres Cruces

Das Terminal Tres Cruces ist ein Busbahnhof in der uruguayischen Hauptstadt Montevideo.
Das 1990 projektierte und 1994 eingeweihte Terminal Tres Cruces befindet sich im Stadtteil Tres Cruces am Bulevar Artigas sowie den Straßen Dr. Salvador Ferrer Serra, Acevedo Díaz und Goes. Für den Bau zeichneten der Architekt Guillermo Gómez Platero und das Architektenkonsortium E. Cohe und R. Alberti verantwortlich. Das Terminal ist der zentrale Verkehrsknotenpunkt des Landes für den überregionalen und internationalen Buslinienverkehr in Uruguay. Neben den auf der unteren Ebene untergebrachten Schaltern der verschiedenen Busunternehmen, die von hier aus Fahrten in die wichtigsten Städte Uruguays und seiner Nachbarländer anbieten, beherbergt das Terminal auch ein Einkaufszentrum. Auf zwei Etagen sind hier Gastronomie, diverse Dienstleister und Geschäfte zu finden.